# 美国国家公园巡逻员
国家公园巡逻员（英語：National Park Service Ranger）是美国国家公园系统下属、负责维护保护区域的雇员。虽然该机构的所有人都参与到了国家公园的有关工作中，但“公园巡逻员”一词泛指所有身着制服的国家公园管理局员工。总的来说，所有国家公园巡逻员负责监管其责任范围内的自然资源 —— 要么通过自然遗产解读的方式进行自发的监管，要么依法进行强制监管。这是国家公园巡逻员的两大主要任务。

## 外部連結
- Association of National Park Rangers （页面存档备份，存于）
- U.S. Park Ranger Lodge of the Fraternal Order of Police （页面存档备份，存于）
- "Adopt A Ranger", the worldwide foundation to finance additional park rangers[永久]
- U.S. Office of Personnel Management, TS-75 November 1985, POSITION CLASSIFICATION STANDARD FOR PARK RANGER SERIES, GS-0025 （页面存档备份，存于）